# Perry Rhodan
Perry Rhodan is de titelheld van de gelijknamige, Duitse space-opera-sciencefiction-romanserie, die al sinds 8 september 1961 ononderbroken wekelijks (de eerste jaren twee-wekelijks) verschijnt in een oplage van circa 80.000 (in 2009).
Met meer dan een miljard verkochte exemplaren in totaal, is Perry Rhodan inmiddels de meest succesvolle sciencefictionboekserie ter wereld. Tevens is het het langst bestaande en meest gelezen product van de Duitse naoorlogse literatuur.
De sciencefictionvereniging SF Terra is ontstaan uit passie voor Perry Rhodan. Toen Perry Rhodan dreigde te verdwijnen van de Nederlandse markt, werd na een handtekeningenactie en een petitie aan de uitgever besloten om de serie voort te zetten. In Nederland werd de Perry Rhodan reeks een tijdlang uitgegeven door Big Balloon. Inmiddels wordt de reeks in Nederland uitgegeven door uitgeverij Macc.